# 光月夜也
光月 夜也（こうづき やや、1975年10月7日 - ）は、日本の元AV女優。元ピンサロ嬢。
東京都出身。血液型O型。ロシア系クォーター。マークスジャパン所属。
ポールダンスを習っている。作品の中でパフォーマンスも披露する。

## 略歴・人物
中2の終わり、14歳で、ナンパされた男性に無理やりヤラれて初セックスを経験した。その男性にフェラを教えてもらう。高校には行かず、16歳で3歳年上の男性と結婚、一人息子を出産した。
元夫の家庭内暴力が原因で18歳で離婚。シングルマザーになる。18歳（1993年頃）よりピンクサロン「平塚ジャンジャン」に在籍（源氏名は「南（みなみ）」）。ピンサロの料金は1万円だった。稼いだお金は、別れた元夫の借金返済にあてられた。
その美貌と卓越したフェラテクでナンバーワンとなり､彼女を待つ行列が出来る人気を誇り今では語り草となっている｡見せるフェラではなく、ピンサロ仕込みの気持ちいいイカせるフェラが得意。
多いときには、一日、開店から閉店までの5時間で、37人のペニスをヌイた。
アダルトビデオ雑誌で「AV男優が選ぶフェラチオが上手い女優ランキング」で１位を獲得した。1995年、ナイタイのミスシンデレラコンテストで審査員特別賞を受賞した。
フードルとして人気を博しグラビアにも登場するようになっていく｡
1996年4月、20歳で、『美神（ミューズ）の唇』（アテナ映像）でAVデビュー。デビュー作の相手は、加藤鷹とチョコボール向井。圧倒的なスピードで、チョコボール向井をフェラでイカセてザーメンを搾り取った。デビュー当時、「ナンバー１になりたい」と頻繁に口にしていた。ピンサロでの源氏名にちなみ「星野南（ほしの みなみ）」として2本の作品に出演した後、「光月夜也」に改名（名付け親は愛染恭子）した。
1997年2月、「第6回東スポ映画大賞主演女優賞」を受賞した。審査員長のビートたけしからトロフィーを渡され、目には涙が光っていた 。
その後、AV女優を一時引退。芸名を「林絵理（はやし えり）」と改め、Vシネマなど一般作品に出演。
程なくAVに復帰し、インディーズ系メーカーの作品に2003年まで出演。芸名はそのまま「林絵理」としていたが、パッケージには必ず、“（光月夜也）”や“元 光月夜也”と記載され、結局は「光月夜也」に落ち着いた。
2回目のAV引退の後、2004年3月12日、神奈川県小田原市にパブ「ルナール・フェアリー」をOPENするが、2004年7月6日、すぐに閉店。お店で知り合った男性と恋愛になるが、相手は既婚者で不倫関係だった。男性は、「妻と別れる」と言ったが、結局別れてくれず、結婚しなかった。
2008年7月、公式ブログでAVへの復帰を発表｡ネットでは復帰作は黒人との本番になるのではないかと話題を集めた｡
2008年12月に『復活！光月夜也』(マックス･エー)で黒人との本番を披露しファンの度肝を抜いた｡マックス・エーのアプローチは、光月夜也の美貌を際立たせるために黒人やブサイクを選んでセックスさせる。
2008年12月ほぼ同時リリースとなった『光月夜也、AV復活×本番解禁。』(プレミアム)で復活への想いを｢20代の頃とは明らかに変わった私を見せたい｡それは内面からくるエロさ｣と語った｡
2009年2月に台湾でイベントを開催｡光月夜也は現地のメディアにも取り上げられる人気ぶりだった｡
2010年3月、『夫の目の前で犯されて- 義弟の暴走 光月夜也』（アタッカーズ）を最後に引退。最後の作品で、中出しを解禁した。
AV男優・黒田悠斗は、雑誌の取材で「できればもう一度挿れたいマンコ五撰」で第4位に光月夜也を挙げている。
2010年12月「光月夜也 × MELANCHOLICIA」のユニット名で、iTunes Storeよりダウンロード配信のアルバム「心脳心象 - ハカナキコトバ -」をリリースした。

## 出演作品

### アダルトビデオ
発売日不明
- SPA スペルマ パンスト アナル 19 （ナスティ）
- お姉さんのヒ・ミ・ツ 林絵里 （シークレットプロジェクト）
- Gracias 光月夜也×高原愛美 （7th PLANNING）

1996年
- 美神（ミューズ）の唇 〜ピンサロ界のスーパースターAV上陸〜 （4月21日、アテナ映像） ※デビュー作 「星野南」名義
- 家庭教師の誘惑 ～覗かれた課外授業～ （5月21日、アテナ映像） ※「星野南」名義
- 教えてあげる （7月20日、KUKI）
- 全身性感帯 （8月24日、KUKI）
- SUPER STAR （9月21日、KUKI）
- SNOW WHITE （10月23日、KUKI）
- No.1 （11月25日、KUKI）
- EXTASY （12月25日、KUKI）

1997年
- Love Me Tender （1月20日、KUKI）
- 情熱 （2月22日、KUKI）
- 猫 （3月22日、KUKI）
- サバイバルインモラル （4月16日、KUKI）
- 破壊 （5月23日、KUKI）
- 私生活 （6月23日、KUKI）
- GREEN LOVE （7月23日、KUKI）
- 乳TANKの天使たち 4 （8月20日、KUKI） ※オムニバス作品
- NEO出血大制服 34 （8月25日、アトラス21）
- クイーン （9月22日、KUKI）
- 人身レイプ （10月20日、KUKI）
- 令嬢教師強制登校 （11月19日、KUKI）
- ズブ濡れ人生激情 （12月18日、KUKI）

1998年
- スチュワーデス暴虐レイプ 惨 （2月14日、KUKI）
- リターン・ザ・フーゾク （3月17日、KUKI）
- コスプレ淫乱ドール （4月5日、アトラス21）
- 光月夜也 おしゃぶり女王篇 （4月23日、KUKI）
- KUKIアダルトヒット大全集 豪華版 3 （5月16日、KUKI） ※オムニバス作品
- VINLハウスの果実たち VOL.9 （10月17日、KUKI） ※オムニバス作品
- 禁断のヴィーナス レイプ&野外Fuck編 （11月21日、KUKI）
- KUKI Best COLLECTION Vol.2 （12月10日、KUKI） ※オムニバス作品

1999年
- NEO出血大制服 スーパーコレクション 5 （1月15日、アトラス21） ※オムニバス作品
- SNOW AGAIN （2月22日、KUKI）
- SNOW AGAIN 第2章 （4月20日、KUKI）
- LEGEND of XXX 光月夜也 （6月19日、KUKI）
- 淫口 （10月26日、マックス・エー）
- 終止符 さようなら光月夜也 （11月30日、マックス・エー）
- 林絵理 rebirth （12月10日、メディアバンク）

2000年
- Costume desire （1月15日、MOODYZ）
- 官能女教師SPECIAL 6人の淫乱先生 （1月19日、KUKI） ※オムニバス作品
- 美唇 光月夜也　（2月、サクセス・ビデオ・コミュニティー）
- 「痴」女優 14（6月1日、ワープエンタテインメント）

2001年
- 元 光月夜也 私の部屋 （2月5日、ネクストグループ）
- 徹底攻略 （3月1日、ワンズファクトリー）
- ボーダレスエンジェル　12人の天使たち　（4月20日、アトラス21） ※オムニバス作品
- エロエロガールズ　（4月27日、マックス・エー）　※オムニバス作品
- 絵里がしてあげる 愛の宅急便 （5月1日、MOODYZ）
- 変身（かわ）るわよ Vol.5（6月1日、ワンズファクトリー）
- 監督主演 （7月1日、ワンズファクトリー）
- チュパコキレディの淫語コスプレスクール （7月8日、ワープエンタテインメント）
- FACE 37 （7月、アウダースジャパン）
- アナタのオナニーたすけてアゲル 09 （8月3日、ワープエンタテインメント）
- 雌女 #06 （8月、アウダースジャパン）
- 激射 vol.10 （9月、アウダースジャパン） ※「光月夜弥」名義
- ドリームシャワー No.34 （9月7日、ワープエンタテインメント）
- レイプ空港 （9月15日、ネクストグループ）
- 光月夜也 巨根搾り （9月22日、TXT）
- Imitation Sex バイブに夢中　（10月11日、ジーオーティー）　※オムニバス作品
- 恋人気分 （10月12日、レイディックス）
- 高級キャバクラ嬢の淫靡な香り （10月22日、ジーオーティー）　※オムニバス作品
- Milky School （11月1日、MOODYZ）　※オムニバス作品
- 女子校生コスプレサイト PART 2 （11月8日、ジーオーティー）　※オムニバス作品
- キャバクラ嬢ダイジェスト　（12月1日、MOODYZ） ※オムニバス作品
- 光月夜也の箱　（12月1日、ゾーンワークス）
- ビップシャワー 2 （12月7日、ワープエンタテインメント）
- やまとなめしこ （12月15日、MOODYZ）

2002年
- も･も･い･ろ☆ティータイム （2月14、ジーオーティー）　※オムニバス作品
- 天使のウィンク ナースの媚薬　（3月20日、ジーオーティー）　※オムニバス作品
- 温泉ストリッパー （4月15日、ネクストグループ） ※オムニバス作品
- STAR BOX VOL.11 光月夜也 ザーメン編 （4月17日、ワープエンタテインメント） ※総集編
- STAR BOX VOL.12 光月夜也 痴女編 （4月17日、ワープエンタテインメント） ※総集編
- 主演監督DX 2 （4月24日、ワンズファクトリー）　※オムニバス作品
- 徹底攻略DX 2　（4月24日、ワンズファクトリー）　※オムニバス作品
- アイドル4時間 （5月17日、トータル・メディア・エージェンシー）　※オムニバス作品
- コックと仲良すぎるウェイトレス軍団。　（7月11日、ジーオーティー）　※オムニバス作品
- フルバックス ROUTE69 （7月25日、ネクストグループ）…オムニバス作品
- 光月夜也 THE BEST （10月15日、ネクストグループ） ※総集編

2003年
- 緊縛の園 （1月18日、ネクストグループ）
- AV女優8人祭り　（1月21日、レイディックス）　※オムニバス作品
- 人妻達の艶やかな宴　（2月20日、ワープエンタテインメント） ※オムニバス作品
- インディーズアイドル スレンダー系　（3月1日、ゾーンワークス） ※オムニバス作品
- 女優。元 光月夜也（林絵里）　（9月4日、アウダースジャパン） ※総集編

2004年
- 緊縛の黙示録 （2月20日、ネクストグループ） ※オムニバス作品

2006年
- PLAY BACK 光月夜也 （6月30日、KUKI） ※総集編

2008年
- KUKIピンクファイル 光月夜也 （10月10日、KUKI） ※総集編
- 復活! 光月夜也 （12月5日、マックス・エー）
- 光月夜也、AV復活×本番解禁。　（12月7日、プレミアム）
- MAX GIRLS 12 クリスマス編 （12月12日、マックス・エー） ※オムニバス作品

2009年
- 人気女優のエロい制服FUCK 完全公開 （1月7日、北都）　※オムニバス作品
- PREMIUM STYLISH SOAP 〜プレミアムソープへようこそ!〜 （1月7日、プレミアム）
- 教えてティーチャー （1月9日、マックス・エー）
- MAX GIRLS 13 顔射祭 （1月9日、マックス・エー） ※オムニバス作品
- フェラチオ・ヴィーナス （2月7日、プレミアム）
- 光月夜也としてみませんか? （2月13日、マックス・エー）
- 黄金伝説 光月夜也の原点 （2月27日、マックス・エー） ※総集編
- MAX GIRLS 15 拘束×イジメ （3月6日、マックス・エー） ※オムニバス作品
- 淫・女尻 （3月7日、プレミアム）
- 女教師狩り in 光月夜也 （3月13日、マックス・エー）
- 光月夜也の手コキ・淫語・誘惑痴女 （4月7日、プレミアム）
- GOLD 金髪×黒人 （4月10日、マックス・エー）
- MAX GIRLS 16 誘惑×痴女 （4月10日、マックス・エー）　※オムニバス作品
- 接吻、グラマラス。 （5月7日、プレミアム）
- 連続絶頂イカセFUCK （5月22日、マックス・エー）
- 光月夜也がサポート アナタのオナニータイム （6月7日、プレミアム）
- 光月夜也の喪服未亡人 4本連続スペルマ顔射 （7月10日、マックス・エー）
- MAX GIRLS 19 ローション×ビキニ （7月10日、マックス・エー）　※オムニバス作品
- グラマラス6本番 スーパーラグジュアリー （8月7日、プレミアム）
- MAX GIRLS 21 アメスク×FUCK （9月11日、マックス・エー） ※オムニバス作品
- 光月夜也がいきなりフェラ、すぐSEX。 （9月11日、マックス・エー）
- プレミアム・ビューティー （10月7日［DVD］/11月1日［Blu-ray］、プレミアム）
- 誘惑女教師 （11月7日、プレミアム）
- 美人妻・夜也の痴態 夫の前で寝取られて （12月7日、プレミアム）

2010年
- 究極痴女、光臨! （1月7日、プレミアム）
- 寝取られ妻の性癖 （2月7日、プレミアム）
- 夫の目の前で犯されて― 義弟の暴走 （3月7日、アタッカーズ）
- 光月夜也BEST 8時間プレミアム VOL.1 （3月7日、プレミアム） ※総集編

2011年
- 光月夜也PREMIUM BEST4枚組16時間 （6月7日、プレミアム） ※総集編

2012年
- 復刻盤 光月夜也 Legend BEST （10月20日、ネクストグループ） ※総集編

2014年
- NEO出血大制服ノーカット Vol.6 永久保存版　（7月31日、アトラス21）　※総集編

2013年
- 光月夜也PREMIUM BOX2 3枚組12時間 （3月7日、プレミアム） ※総集編

2021年
- 【AIリマスター版】ドリームシャワー34 光月夜也　（12月22日、ワープエンタテインメント）

2022年
- 【AIリマスター版】Vip Shower2　(12月9日、ワープエンタテインメント)
- 【AIリマスター版】「痴」女優14 光月夜也　（12月23日、ワープエンタテインメント）

2023年
- 【AIリマスター版】アナタのオナニーたすけてアゲル09 光月夜也　（1月27日、ワープエンタテインメント）

2024年
- 【AIリマスター版】女教師狩り in 光月夜也　（1月19日、マックス・エー）

2025年
- 【AIリマスター版】淫口 光月夜也 （1月24日、マックス・エー）

### Vシネマ
- ノンフィクション・性 OL3人が語った真実の告白 （1997年5月30日、KUKI）
- ノンフィクション・性 私立女子高 保健室 （1997年7月30日、KUKI）
- CLONEz -クローンズ-（1997年9月30日、KUKI）
- ざけんなよ！（1998年3月1日、KUKI）
- 重役秘書 （2000年7月21日、MUSEUM）
- トビッ娘紀香のイカせてアゲル 歌舞伎町・上野編 （2001年2月21日、MUSEUM）
- トビッ娘紀香のイカせてアゲル 2 渋谷・五反田編 （2001年4月21日、MUSEUM）
- 団鬼六・美人妻（2008年12月26日、Pink Pineapple）スカパー、ハイビジョン映像化第一弾作品。2008年12月～2009年1月にスカパーで放送。
- 兄嫁（2009年2月27日、ケイエスエス）スカパー、ハイビジョン映像化第一弾作品。2009年1月～2月にスカパーで放送。

### テレビドラマ
- 特命係長 只野仁 4thシーズン 第38話 （2009年2月26日、テレビ朝日）

### バラエティ
- 桃のふくらみ（MONDO TV）

## 書籍

### 写真集
- Crescent（1996年11月30日、東京三世社、撮影：中村隆行）ISBN 978-4885707032
- 官能（1997年6月12日、笠倉出版社、撮影：竹内彩）ISBN 978-4773002218
- 女教師倶楽部 光月夜也　（2014年5月30日、デジタルピーチ）
- 人妻倶楽部 光月夜也　（2014年6月13日、デジタルピーチ）
- 人妻倶楽部 妖艶美女妻編　（2015年10月30日、デジタルピーチ）
- 限界！セクシーボディ 光月夜也　（2015年11月27日、五百十）
- Premium 美熟女編　（2016年12月16日、フラウス）
- 男の妄想　（2017年1月13日、フラウス）
- 熟女倶楽部 抑えられない義母と女教師と団地妻…　（2017年6月9日、デジタルピーチ）
- 熟女倶楽部 介護士・女教師・生徒の母親との激エロ妄想　（2017年6月23日、デジタルピーチ）
- 女教師倶楽部 光月夜也　（2017年10月1日、デジタルピーチ）
- 濃厚SHOT 光月夜也　（2018年10月1日、デジタルピーチ）
- ドS美人秘書の誘惑 光月夜也 （2020年8月1日、フラウス）
- 美熟女妻の誘惑 光月夜也　（2021年1月1日、フラウス）
- 欲求不満の年上の女に弄ばれて…　（2021年7月1日、デジタルピーチ）
- 責め好きドS美熟女教師 光月夜也　（2021年11月1日、フラウス）
- ギリギリ限界SHOT 光月夜也　（2022年10月5日、フラウス）
- ULTIMATE BEST 光月夜也　（2023年4月12日、デジタルピーチ）
- 美しい人妻 光月夜也　（2024年12月2日、デジタルピーチ）

### 雑誌
- すっぴん 1996年6月号　（1996年6月、英知出版）
- スコラ 1996年6月13日号 （1996年6月13日、講談社）
- 週刊大衆 1996年6月24日号　（1996年6月24日、双葉社）
- URECCO 1996年8月号　（1996年8月、大洋図書）
- カシャッ！ 1996年8月11日号　（1996年8月11日、竹書房）
- 週刊プレイボーイ 1996年8月6日号　（1996年8月6日、集英社）
- FRIDAY 1996年8月9日号　（1996年8月9日、講談社）
- オレンジ通信 1996年9月号　（1996年9月、東京三世社）
- パンストドリーム　1996年9月号　（1996年9月、東京三世社）
- GOKUH 1996年9月3日号　（1996年9月3日、英知出版）
- 宝島 1996年9月18日号　（1996年9月18日、宝島社）
- オレンジ通信 1996年10月号（表紙）
- Girls アクションカメラ特別編集 1996年10月号　（1996年10月、ワニマガジン社）
- Magagine Bang 1996年12月号　（1996年12月、マガジン・マガジン）
- JOMAG 1996年11月号　（1996年11月、大洋図書）
- ビデオボーイ 1996年12月号　（1996年12月、英知出版）
- 投稿ニャン2倶楽部 1997年1月号　（1997年1月15日、コアマガジン）
- すっぴん 1997年1月号　（1997年1月、英知出版）
- Don’t! 1997年1月号 　（1997年1月、サン出版）
- BIZARRE MAGAZINE 1997年1月号　（1997年1月、司書房）
- スコラ 1997年2月13日号 （1997年2月13日、講談社）
- スーパー写真塾 1997年2月号　（1997年2月、コアマガジン）
- アップル通信 1997年2月号　（1997年2月1日、三和出版）
- Bejean 1997年2月号　（1997年2月、英知出版）
- お尻倶楽部 1997年3月号（1997年3月、三和出版）
- 写真ボーイ 1997年3月号　（1997年3月、サン出版）
- ビデオボーイ 1997年3月号　（1997年3月、英知出版）
- パンストピア  No.17　（1997年4月10日、日本出版社）
- 宝島 1997年10月1日号　（1997年10月1日、宝島社）
- Bejean 1997年 11月号　（1997年11月、英知出版）
- VIBES 1997年 12月号　（1997年12月、アポロ出版）
- 宝島 1998年1月21日号　（1998年1月21日、宝島社）
- GOKUH 1998年1月号　（1998年1月3日、英知出版）
- AVいだてん情報 1998年2月号　（1998年2月、大洋図書）
- Dr.ピカソ 1998年4月号　（1998年4月、バウハウス）
- ドキッ！パンスト娘　vol.16　（1999年7月31日、東京三世社）
- 週刊アサヒ芸能 1999年12月2日号　（1999年12月2日、徳間書店）
- アクション写真塾 2001年7月　（2001年7月、サン出版）
- 週刊アサヒ芸能 2001年7月12日号　（2001年7月12日、徳間書店）
- 週刊大衆 2002年３月11日号　（2002年3月11日、双葉社）
- FLASH 2004年3月23・30日合併特大号　（2004年3月23日、光文社）
- 週刊アサヒ芸能 2008年11月6日号　（2008年11月6日、徳間書店）
- ガチンコ 2008年12月号　（2008年12月、若生出版）
- ズバ王 2009年3月号　（2009年2月14日、ジーオーティー）
- ガチンコ 2009年4月号　（2009年4月、若生出版）
- ガチンコ 2009年6月号　（2009年6月、若生出版）
- 週刊プレイボーイ 2009年9月7日号　（2009年9月7日、集英社）